# Guillaume Lamy
Guillaume Lamy  (1641 - 15 de janeiro de 1683) foi um médico e filósofo francês, notório por sua filosofia antifinalista de inspiração epicurista, que exerceu uma influência significativa no pensamento materialista do século XVIII. Contribuiu especialmente ao debate em torno da natureza da alma, entretanto, também participou de diversas polêmicas científicas de sua época, criticando alguns dos consensos mais recentes da medicina da época a partir das ideias do epicurismo e da medicina grega antiga.

## Pensamento
Lamy escreveu poucos livros, do quais se destaca a obra, publicada em latim no ano de 1669, De principiis rerum, onde expõe as concepções de mundo e matéria presentes no aristotelismo, no cartesianismo, e no epicurismo, do qual toma partido. Além disso, produziu dois textos entre a medicina e a filosofia, Discours anatomiques e Explication  mécanique et physique des functions de l'âme sensitive, o primeiro, especialmente, lhe rendeu acusações de impiedade na época. Sua participação nas polêmicas científicas é marcada pela oposição da teleologia implícita em proposições como as teorias do 'ovismo', como também elabora uma negação do antropocentrismo galenista, argumentando, alternativamente, pela similitude entre humano e animal enquanto seres materiais. Criticou igualmente as experiências de transfusão de sangue, tanto entre animais e humanos, quanto entre pessoas, alertando o perigo da mistura dos 'corpusculos' que compõe cada um, espécies e indivíduos, distintamente; cujo efeito, afirmava, podia ser uma alteração do humor no recepiente.
A teoria médica e filosófica elaborada por Lamy tenta prover uma explicação material das funções intelectuais, sem recurso à ideia de 'alma espiritual' e aos artigos de fé. Apresenta suas ideias na forma de conjunturas, equilibrando uma certa discrição demandada pela censura. O Discours anatomiques expõe sua compreensão da estrutura do cérebro, enfatizando sua vinculação com o corpo, cuja disposição, saúde e o consumo de substâncias como o ópio, afetam significativamente o funcionamento da cognição. Já na Explication  mécanique et physique... ele define a alma como um corpo sútil e ágil, concentrado no cérebro e nos nervos, e assim disperso por todo o corpo. Através dessa proposição, Lamy recupera a teoria epicurista, que concebe a alma como um modo particular de matéria, ao invés de explicá-la como um efeito da organização da matéria.

## Posterioridade
A explicação materialista de Guillaume Lamy sobre a alma e as capacidades intelectuais humanas influenciaram fortamente o desenvolvimento do pensamento materialista posterior. Julien Offray de la Mettrie retomou frequentemente as proposições de Lamy, apresentando-as sob uma luz simpática, e considerando-o como um precursor. O textos de filosofia clandestina L'Amê matérialle reproduz passagens e ideias de Lamy. Influenciou, assim, algumas correntes do pensamento materialista e da filosofia libertina no século XVIII, especialmente na primeira metade do século.